# San Pietro in Casale
San Pietro in Casale – miejscowość i gmina we Włoszech, w regionie Emilia-Romania, w prowincji Bolonia.
Według danych na styczeń 2009 gminę zamieszkiwało 11 626 osób przy gęstości zaludnienia 176,7 os./1 km².

## Miasta partnerskie
- Benešov